# Mare Marginis
Das Mare Marginis (lat. „Randmeer“) ist ein Mare des Erdmondes.
Der Name des Mare Marginis bezieht sich auf seine Lage östlich des Mare Crisium am äußersten östlichen Rand der Vollmondscheibe. Dies entspricht den selenographischen Koordinaten 12° N, 87° E. Das Mare Marginis hat einen mittleren Durchmesser von 360 km. Sein größter Krater Al-Biruni befindet sich im Norden. Das Mare zeichnet sich durch Swirls sowie durch ein relativ starkes lokales krustales Magnetfeld aus und ist Antipode des Mare Orientale.